# Praha-Horní Měcholupy
Praha-Horní Měcholupy egy csehországi vasútállomás, Prágában.

## Megközelítés helyi közlekedéssel
- Busz:  183, 240, 296
- Vonat:   S9

## Vasútvonalak
Az állomást az alábbi vasútvonalak érintik:
- Prága–Benešov u Prahy-vasútvonal

## Szomszédos állomások
A vasútállomáshoz az alábbi állomások vannak a legközelebb:
- Praha-Hostivař
- Praha-Uhříněves